# Antoni Monés Giner
Antoni Monés Giner (Sabadell, 1918-2010) fou un dirigent esportiu de natació.
Jugador de futbol, bàsquet i tennis, va entrar a la junta directiva del CN Sabadell el 1952 i en va ser el president entre 1953 i 1961, des d'aquest càrrec promocionà la construcció d'una nova piscina inaugurada el 1959. Amb la contractació de l'entrenador neerlandès Kees Oudegeest catapultà el club a la primera línea de la natació catalana i estatal. Com a tinent d'alcalde de l'Ajuntament de Sabadell, va impulsar la construcció de la piscina olímpica del CN Sabadell (1966) i l'estadi de futbol de la Nova Creu Alta. Els seus èxits al capdavant del CN Sabadell el van portar a ser designat president de la Federació Catalana de Natació el 28 de febrer de 1967. Durant el seu mandat, el 1969 es va inaugurar les piscines Bernat Picornell, que havien d'acollir l'Europeu de Barcelona del 1970, on Santiago Esteva va guanyar quatre medalles. Li fou concedida la medalla d'or de la ciutat de Sabadell (1962), l'extraordinària al mèrit esportiu de la federació catalana (1960), la placa d'honor de la Federació Espanyola de Natació (1964), la medalla de plata al mèrit esportiu de la Delegación Nacional de Deportes (1970) i la medalla de Forjadors de la Història Esportiva de Catalunya (1995). El 2012 el CN Sabadell prengué l'acord de posar el seu nom a la piscina coberta que ell inaugurà el 1959.